# مارسل مالتریتس
مارسل مالتریتس (انگلیسی: Marcel Maltritz؛ زادهٔ ۲ اکتبر ۱۹۷۸) بازیکن فوتبال اهل آلمان است.
از باشگاه‌هایی که در آن بازی کرده‌است می‌توان به باشگاه فوتبال وولفسبورگ، باشگاه فوتبال ماگدبورگ ۱، باشگاه فوتبال هامبورگ، و باشگاه فوتبال بوخوم اشاره کرد.
وی همچنین در تیم‌های ملی فوتبال زیر ۲۱ سال آلمان و Germany B national football team بازی کرده‌است.